# Jacopo Guarana

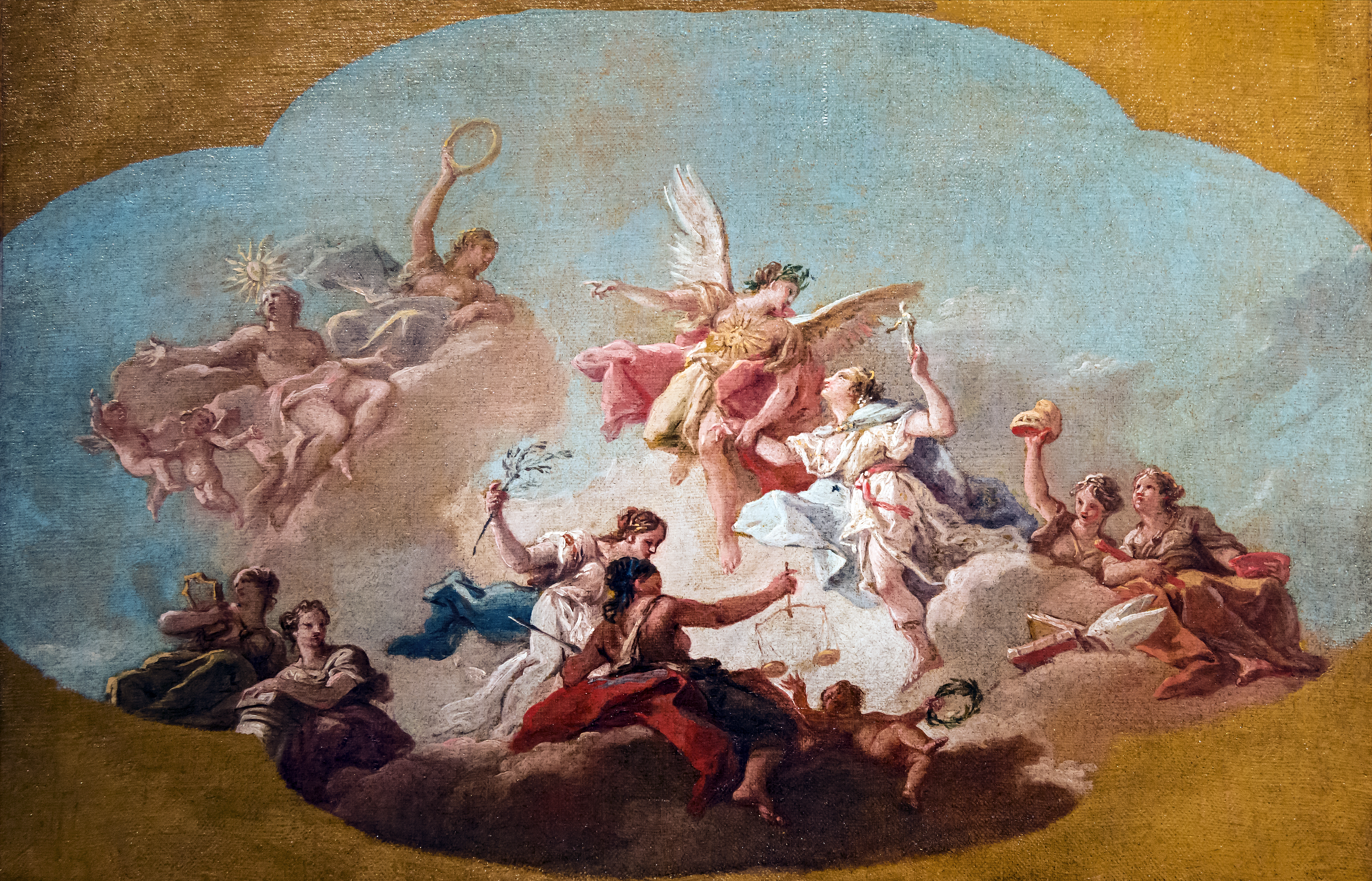
Allegoria delle virtù Mocenigo, Gallerie dell'Accademia, Venezia

Jacopo Guarana (anche Giacomo) (Verona, 28 ottobre 1720 – Venezia, 18 aprile 1808) è stato un pittore italiano.

## Biografia

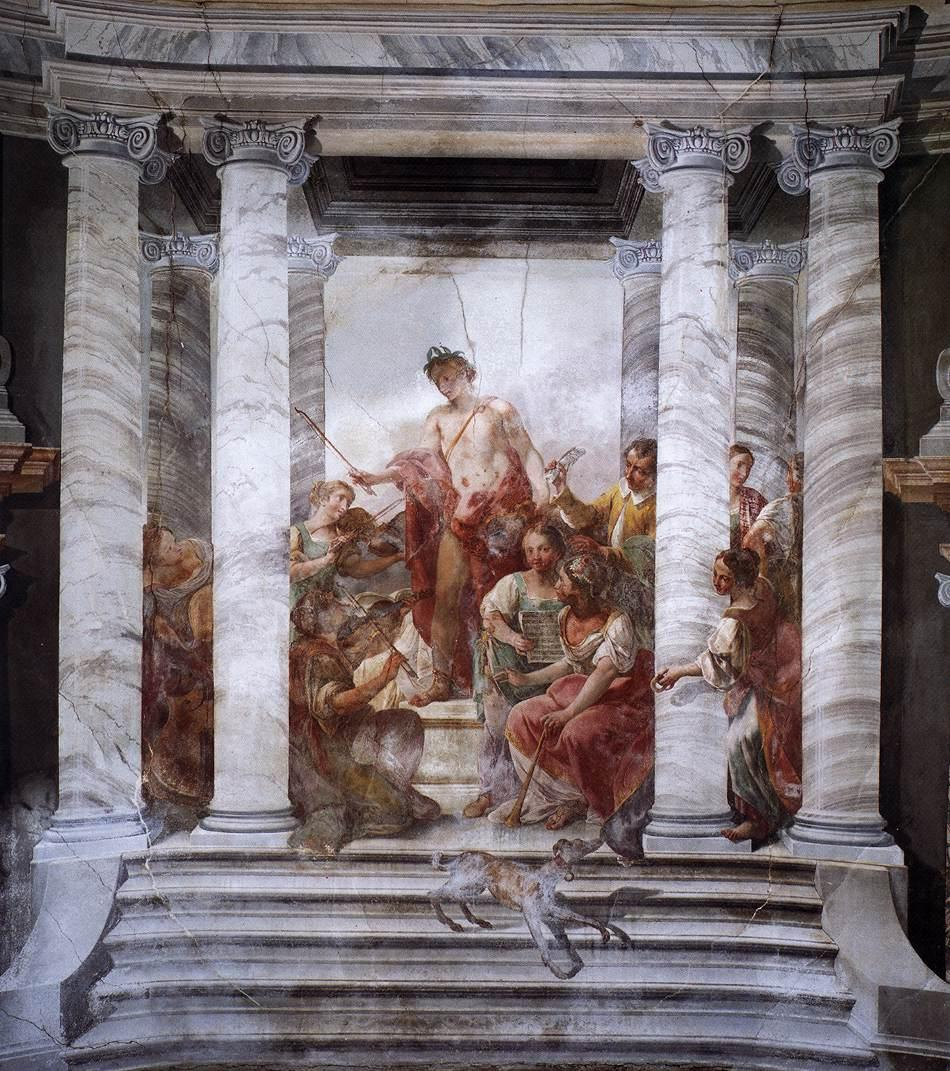
Apollo conduce un coro di ragazze, sala da musica dell'Ospedaletto, Venezia

Malgrado la nascita veronese di Jacopo, la famiglia dei Guarana vanta origini veneziane; ed è proprio nei nobili edifici di Venezia che, ancora ventenne, inizia a operare il giovane pittore, ispirandosi allo stile del maestro Giambattista Tiepolo. Lavorò sia come pittore su tela che come affrescatore, ma è soprattutto per la seconda tecnica che va ricordato.
Nel luglio 1742 gli nacque un figlio dalla moglie Caterina Girelli, Vincenzo Guarana, che seguendo le orme del padre diverrà un pittore di discreta fama.
Jacopo ebbe una florida carriera quasi tutta veneziana tra anni 1740 e anni 1790, durante i quali si distinse sia per le opere a carattere religioso lasciate in molte chiese, sia per le opere profane dei molti palazzi del patriziato veneziano nelle cui sale mise mano.
Negli anni 1750 compì uno dei lavori più importanti della sua carriera, l'affrescatura degli interni di Ca' Rezzonico, nel 1780 affrescò la Chiesa di San Tomà. Nella chiesa di San Martino ha affrescato il soffitto con la Gloria di San Martino.
Tra i lavori fuori Venezia, si ricordano soprattutto gli affreschi oggi perduti della Chiesa di San Teonisto di Treviso e i lavori a Villa Contarini di Cinto Euganeo (PD) nel 1675. Lavorò anche a Villa Pisani di Stra (VE).
Gli ultimi anni della sua lunga vita, però, videro una progressiva decadenza artistica ed economica di Jacopo, specchio dell'analoga caduta della Repubblica di Venezia, ai cui splendori il Guarana aveva votato la propria esistenza di artista.

## Affreschi dei palazzi veneziani
Di seguito un elenco non esaustivo dei palazzi decorati a Venezia dal Guarana:
- Palazzo Balbi
- Palazzo Boldù a San Felice
- Palazzo Calbo Crotta
- Palazzo Erizzo
- Villa Pisani (Stra)
- Palazzo Mocenigo Gambara
- Ca' Rezzonico
- Palazzo Querini Stampalia